# Marotiri
Marotiri est un groupe de quatre îlots inhabités (et de plusieurs roches submergées), à l’extrémité sud-est des îles Australes en Polynésie française. Ce groupe est également connu sous le nom de Cuatro-Coronados mais aussi d’îlots de Bass, vraisemblablement du nom du navigateur anglais George Bass qui les aurait découverts en 1800. Les îlots sont rattachés administrativement à la commune de Rapa.

## Géographie

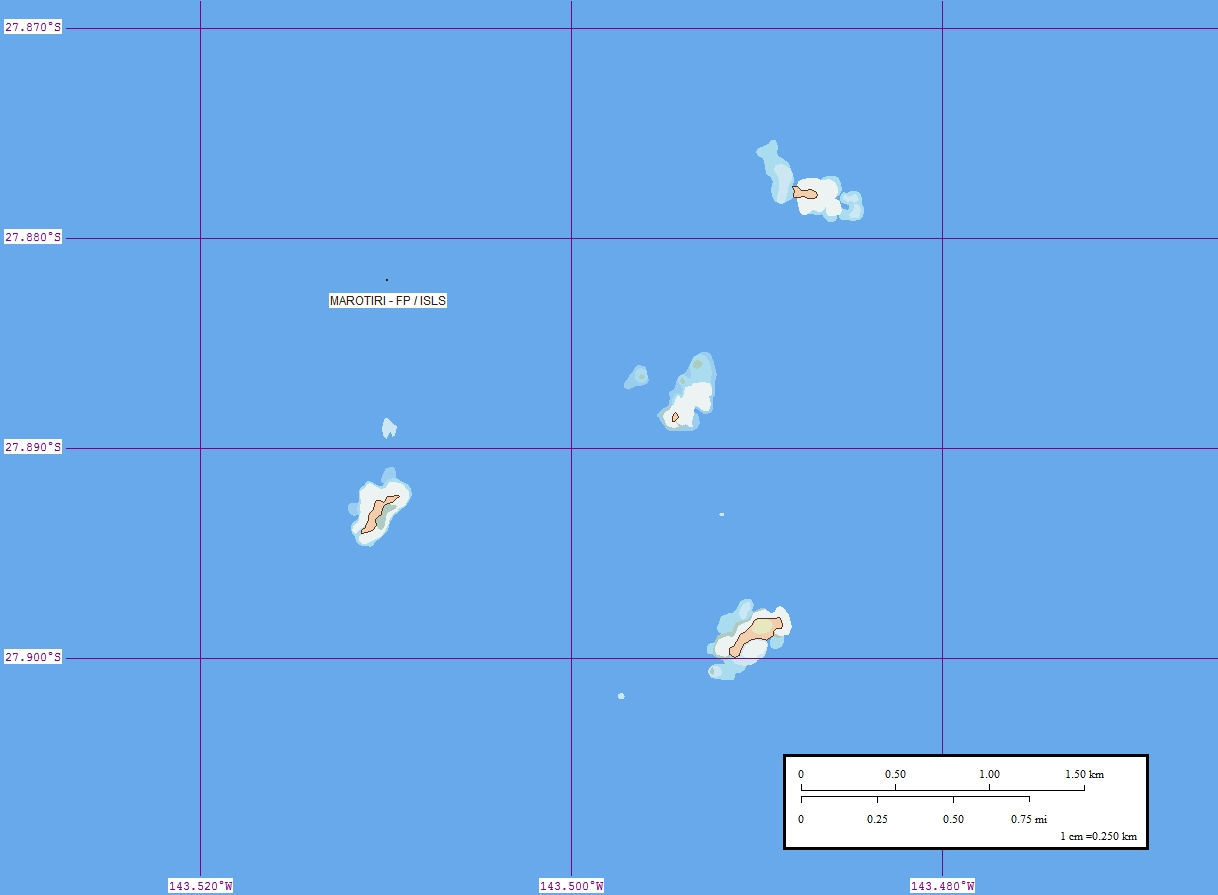
Carte des îlots de Marotiri

L’île la plus proche du groupe de Marotiri est Rapa, située à 90 kilomètres au nord-ouest, mais séparée par une profondeur d’océan de plus de 1 500 mètres. Les îlots sont, par ailleurs, distants de 340 km du point chaud du Mac-Donald et sont les dernières terres émergées des Australes au Sud et par conséquent de la Polynésie française.
Les îlots volcaniques émergent d’une plateforme immergée à 100 mètres de profondeur et d’environ 5 kilomètres de diamètre. Ils se trouvent séparés les uns des autres à une distance variant entre 1,5 à 3 kilomètres. L’ensemble couvre une superficie de 4,31 hectares, se répartissant ainsi entre les différents îlots :
- îlot nord : 0,58 ha,
- îlot central : 0,18 ha,
- îlot sud : 2,24 ha et altitude maximale de 113 mètres,
- îlot ouest : 1,31 ha.

L'altitude de chacun des îlots varie fortement, allant de quelques mètres pour les plus petits jusqu'à 113 mètres pour le plus grand. De nombreux pitons rocheux d'origine volcanique signalent des anciens cratères.
Le climat de Marotiri est de type tempéré humide. Les îlots sont presque entièrement dépourvus de végétation, les versants sont très abrupts et inaptes à son implantation. Ils constituent un important lieu de nidification pour les oiseaux marins, principalement des pailles-en-queue. Les eaux environnantes sont très poissonneuses, ce qui encourage aujourd'hui les habitants de Rapa à s'y rendre quelques fois par année avec le passage des bateaux militaires pour y pêcher.

## Histoire

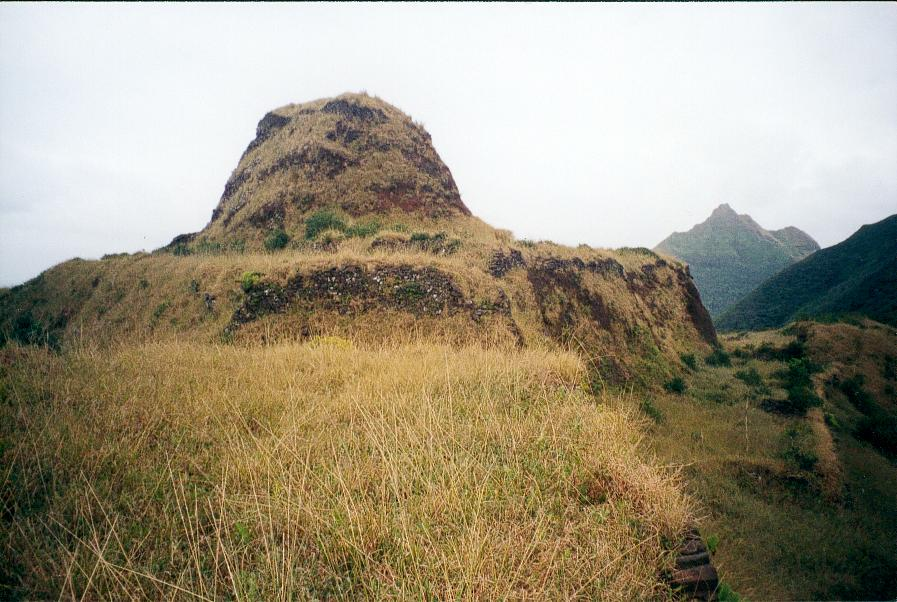
Le Pa de Rapa de forme proche de celle de la formation géologique de Marotiri.

Selon Jean Guillin, auteur d'un guide touristique sur l'archipel des Australes, le sommet de l'île serait une fortification polynésienne. Certaines cultures maori ont construit quelques forts dénommés pa, en particulier sur l'île de Rapa où ces terrassements servaient à protéger les lignes de crêtes et les cols. La présence d'une telle fortification sur l'île de Marotiri – qui reste toutefois à confirmer – suggèrerait une présence antérieure, malgré l'hostilité des lieux, des insulaires de Rapa qui s'y rendaient à certaines périodes pour y pêcher. La présence d'un fort supposerait des rivalités entre les tribus de l'île qui auraient pu se régler par des guerres pour défendre les territoires de pêche, la zone étant très poissonneuse. La pêche est encore pratiquée de nos jours avec l'aide des navires militaires de passage. Néanmoins, aucune étude archéologique ne semble avoir été menée pour confirmer la présence d'un pa sur l'île de Marotiri, de formation basaltique.